# Mayo-Rey
Mayo-Rey is een departement in Kameroen, gelegen in de regio Nord. De hoofdstad van het departement heet Tcholliré. De totale oppervlakte bedraagt 36 529 km². Er wonen 242 441 mensen in Mayo-Rey.

## Districten
Mayo-Rey is onderverdeeld in vier districten:
- Mandingring
- Tcholliré
- Touboro
- Rey-Bouba